# お笑いチャンピオンボウリング
お笑いチャンピオンボウリング（おわらいチャンピオンボウリング）はフジテレビ系列で2005年春に第1回が放送され、以後毎年元日と夏の2回放送されていたボウリング特別番組で、「第14回ボウリング・マスメディア大賞」テレビ番組部門賞を受賞したバラエティ番組。
2013年にはCS放送のフジテレビONEにて「ドリームスシリーズ お笑いチャンピオンボウリング2013」が制作・放送されている。

## 番組概要
- 芸能プロダクション数社と「お笑いボウリング部」の計6チームによる団体戦で優勝チームを競う。
- 1回ガターを出してしまうとその場でその人に罰金支払のペナルティが課せられるという、番組独自の特別ルールを設けている。
- ちなみにこの番組は放送作家の一人、高橋裕幸（芸名：元祖爆笑王＝お笑いボウリング部監督）が、ボウリングに対する熱意からテレビ番組づくりに積極的に取り組んでいる。
- 番組は田町ハイレーンからの非公開生放送で行われている。

## 放送日時
1. 2005年6月10日深夜
2. 2005年8月31日深夜
平均視聴率5.8%（ビデオリサーチ調べ。関東地区。福岡地区{テレビ西日本}12％)
3. 2005年10月14日25:05 - 26:15
4. 2005年12月30日26:00 - 29:00
5. 2006年8月26日26:55 - 29:00
6. 2006年12月31日26:15 - 29:00（日本標準時2007年1月1日未明2:15 - 5:00）
7. 2007年9月23日26:10 - 27:50
8. 2013年2月26日18:00 - 21:00（フジテレビONEでの初回放送）[2][3]

## 放送リスト

### 第1回
番組名 - 「第1回お笑いチャンピオンボウリング」
- 実況 - 渡辺和洋アナウンサー
- 解説 - 中山律子

出場チーム
- ケイダッシュステージ&サンミュージックチーム - ダンディ坂野、はなわ、ビックスモールン
- ホリプロコムチーム - 小沢一敬（スピードワゴン）、磯山良司（江戸むらさき）、島田秀平（号泣）
- ワタナベエンターテインメントチーム - TIM、波田陽区
- 太田プロダクションチーム - 寺門ジモン（ダチョウ倶楽部）、杉浦双亮（360°モンキーズ）、高松信太郎（火災報知器）
- 応援団 - 井戸田潤（スピードワゴン）、野村浩二（江戸むらさき）、赤岡典明（号泣）、ザ・たっち、クルクルキューティクル 他

### 第3回
番組名 - 「お笑いチャンピオンボウリング2ジャパンカップ2005」
- 実況 - 福原直英アナウンサー、戸部洋子アナウンサー

出場チーム
- お笑いボウリング部チーム - 名和秋、ウエンツ瑛士、ダンディ坂野、
- ワタナベエンターテインメントチーム - TIM、波田陽区
- 太田プロダクションチーム - 360°モンキーズ、火災報知器
- ケイダッシュチーム - はなわ、ビックスモールン
- ホリプロコムチーム - 号泣、江戸むらさき、バナナマン

アマチュア選抜予選大会もあり、実況は渡辺和洋だった。

### 第4回
- 番組タイトル - 「お笑いチャンピオンボウリング新春初投げスペシャル」

出場チーム
- 太田プロダクションチーム - 松村邦洋、有吉弘行、杉浦双亮（360°モンキーズ）
- ホリプロコムチーム - バナナマン、井戸田潤（スピードワゴン）
- マセキ芸能社チーム - マギー審司、ふじいあきら、パッション屋良
- お笑いボウリング部チーム - ダンディ坂野、波田陽区、劇団ひとり
- 吉本興業チーム - ほっしゃん。、なかやまきんに君、くまだまさし
- フジテレビアナウンサーチーム - 伊藤利尋(兼実況)、石本沙織
- アシスタント兼実況 - 戸部洋子アナ
  - バナナマン設楽はこの収録で右手薬指を球と球の間に挟んで骨折、全治4週間と診断された[4]。

### 第5回
- 番組タイトル - 「お笑いチャンピオンボウリング〜夏の陣〜」
- 実況 - 渡辺和洋アナウンサー
- アシスタント兼実況 - 戸部洋子アナウンサー

出場チーム
- ワタナベエンターテインメントチーム - 波田陽区・TIM
- ホリプロコムチーム - バナナマン・スピードワゴン
- マセキ芸能社チーム - マギー審司・ふじいあきら・パッション屋良
- 太田プロダクションチーム - 松村邦洋、寺門ジモン、ザ・たっち
- ケイダッシュチーム - はなわ、原口あきまさ、杉浦双亮（360°モンキーズ）
- （お笑いボウリング部チーム）優勝チーム - 石田靖、岡田圭右（ますだおかだ）、東原亜希
  - MVP:岡田圭右

### 第6回
- 番組タイトル - 「お笑いチャンピオンボウリング」
- 実況 - 伊藤利尋アナウンサー
- アシスタント兼実況 - 戸部洋子アナウンサー

出場チーム
- チーム細川 - 細川茂樹・東原亜希・加藤沙耶香
- フジアナウンサー - 中村仁美・森本さやか・中村光宏
- マセキ芸能社チーム - マギー審司・ふじいあきら・パッション屋良
- なにわ - 竹若元博（バッファロー吾郎）・村田秀亮（とろサーモン）・田崎佑一（藤崎マーケット）
- お笑いボウリング部チーム・赤 - TIM・岡田圭右（ますだおかだ）
- お笑いボウリング部チーム・黄 - ダンディ坂野・波田陽区・小島よしお
  - 優勝チーム:お笑いボウリング部チーム・赤
  - MVP:ゴルゴ松本

### 第7回
- 番組タイトル - 「お笑いチャンピオンボウリング」
- 実況 - 伊藤利尋アナウンサー
- アシスタント兼実況 - 戸部洋子アナウンサー
- マネージャー:谷澤恵里香（アイドリング!!!7号）、フォンチー（アイドリング!!!8号）

出場チーム
- マセキ芸能社 - マギー審司、ふじいあきら、パッション屋良
- お笑いボウリング部・赤 - TIM、岡田圭右（ますだおかだ）
- お笑いボウリング部・黄 - ダンディ坂野、波田陽区、小島よしお
- チーム細川 - 細川茂樹、東原亜希、加藤沙耶香（アイドリング!!!1号）
- フジアナウンサー - 中村仁美、森本さやか、中村光宏
- なにわ - 竹若元博（バッファロー吾郎）、村田秀亮（とろサーモン）、田崎佑一（藤崎マーケット）

優勝チーム・お笑いボウリング部・赤

### 第8回
- 番組タイトル - 「ドリームスシリーズ お笑いチャンピオンボウリング2013」
- 実況 - 福永一茂アナウンサー
- 解説 - 中山律子、遠藤未菜[5]
- アシスタント - 西村いちか[3][6]

出場チーム
- 松竹芸能チーム - 岡田圭右、座敷ボウラー、那須晃行（なすなかにし）
- マセキ芸能社チーム - マギー審司、ふじいあきら、パッション屋良
- サンミュージックチーム - ダンディ坂野、スギちゃん、小島よしお
- ワタナベエンターテインメントチーム - レッド吉田（TIM）、波田陽区、えとう窓口（Wエンジン）[2]
- ケイダッシュチーム - 原口あきまさ、岩崎一則（Hi-Hi）、ゴン（ビックスモールン）
- フジテレビアナウンサーチーム - 戸部洋子、松尾翠、田淵裕章、細貝沙羅

## スタッフ
- 企画:吉田正樹、高橋裕幸
- チーフプロデューサー:神原孝
- プロデューサー:朝妻一
- ディレクター:原武範、仲村孝明
- 制作:フジテレビバラエティ制作センター